# Euplectrus leonae
Euplectrus leonae är en stekelart som beskrevs av Jean Risbec 1951. Euplectrus leonae ingår i släktet Euplectrus och familjen finglanssteklar.
Artens utbredningsområde är:
- Ghana.
- Elfenbenskusten.

Inga underarter finns listade i Catalogue of Life.